# Dapedium
Dapedium is een geslacht van uitgestorven straalvinnige beenvissen binnen de onderklasse Neopterygii. Er zijn fossielen gevonden uit het Laat-Trias en Vroeg-Jura. De bekende soorten Dapedium werden negen tot veertig centimeter lang en waren predatoren. William Elford Leach publiceerde in 1822 de eerste beschrijving van het geslacht met het typesoort D. politum uit het vroege Onder-Jura (Onder-Lias) van Lyme Regis (Jurassic Coast). Uit het Boven-Trias van Lombardije beschreef Tintori de soort D. raetium in 1983.

## Paleobiologie
Dapedium had een afgeplat, ovaal tot vrijwel cirkelvormig lichaam. De huid was bedekt met harde ruitvormige ganoïde schubben. De kop was bepantserd met benen plaatjes, vooral in de omgeving van de oogkassen. Dapedium had een kleine, krachtige staart die voor plotselinge snelle voortbeweging kon zorgen. De kleine borst- en buikvinnen en lange aars- en rugvinnen vormden een functionele eenheid met de staart. De bovenkaak was beweegbaar en kon uitschuiven, zodat een grotere prooi kon worden verorberd. De tanden waren kegelvormig gerangschikt, wat doet vermoeden dat ze gebruikt werden om schalen van mollusken open te breken. Waarschijnlijk joeg Dapedium regelmatig op mosselen en zee-egels. Afhankelijk van de soort bereikt het dier een lengte van tien tot veertig centimeter.

## Leefwijze
Dapedium leefde o.a. in de Europese Jurassische zeeën, een hoogland- en marginale zee van de Tethysoceaan. De conische vertanding suggereert dat Dapedium zich, vergelijkbaar met de recente, met een vergelijkbare lichaamsvorm voorkomende zeebrasem (Sparidae), voedde met b.v. mossels of zee-egels.

## Paleontologie
De typesoort Dapedium politum werd in 1822 voor het eerst beschreven door de Engelse paleontoloog William Elford Leach. Het ging om een fossiel uit de Lias van de Jurassic Coast bij Lyme Regis. Later werden andere soorten gevonden in het Schwabische Holzmaden (zuiden van Duitsland), Temple Grafton in het Engelse Warwickshire en in Lombardije (noorden van Italië).

## Classificatie
Dapedium is de meest onderzochte soort in de Dapediidae-familie, die oorspronkelijk was toegewezen aan de Semionotiformes. De familie is onlangs ingedeeld in een afzonderlijke orde (Dapediiformes) aan de basis van de botorganoïden (Holostei).